# Айналов, Дмитрий Власьевич
Дми́трий Вла́сьевич Айна́лов (8 [20] февраля 1862, Мариуполь — 12 декабря 1939, Ленинград) — русский и советский историк искусства, член-корреспондент Петербургской Академии наук (1914), член Императорского Православного Палестинского Общества.

## Биография
Родился 8 (20) февраля 1862 года в Мариуполе Екатеринославской губернии в купеческой семье Власия Дмитриевича Айналова.
После окончания в 1884 году Мариупольской мужской гимназии поступил на историческое отделение историко-филологического факультета Новороссийского университета в Одессе. Специализировался на истории искусств у выдающегося искусствоведа и археолога Н. П. Кондакова. Студенческая работа о живописи Софийского собора в Киеве, выполненная Айналовым совместно с Е. К. Рединым, была опубликована в 1889 году в Санкт-Петербурге и удостоена золотой медали Новороссийского университета.
После окончания университета в 1888 году был прикомандирован к Санкт-Петербургскому университету на два года для приготовления к профессорскому званию по теории и истории искусств без стипендии.
В 1890—1903 годах преподавал историю античного и древнерусского искусства в Казанском университете на кафедре теории и истории искусств, занимая должность приват-доцента. В этот период с целью сбора материала для диссертации о мозаиках Италии он побывал в заграничной командировке, где исследовал памятники старины в Риме, Венеции, Неаполе, Палермо, Парме, Флоренции и в других городах Италии. Результатом пятилетнего труда была успешная защита 27 ноября 1895 года магистерской диссертации «Мозаики IV и V вв. Исследование в области иконографии и стиля древнехристианского искусства»; 9 мая 1900 года он был утверждён в степени доктора теории и истории искусств после защиты диссертации «Эллинистические основы византийского искусства» — защита обеих диссертаций происходила в Московском университете. С 11 июля 1903 года — ординарный профессор Санкт-Петербургского университета. В 1906 году, 5 декабря, он был избран ещё и профессором историко-филологического факультета Высших женских курсов.
Был награждён орденами Св. Станислава 2-й и 3-й степени, Св. Анны 2-й степени, что давало ему право на личное дворянство; 29 ноября 1914 года он был избран членом-корреспондентом Петербургской академии наук по отделению русского языка и словесности — история искусства. Действительный член ГАИМК (1919—1929).
В 1922—1929 годах работал в Государственном Эрмитаже. Действительный член Болгарского археологического института с 1926 года.
Был репрессирован, в 1930-е годы находился в заключении, впоследствии был реабилитирован.
Скончался 12 декабря 1939 года в Ленинграде. Похоронен на Литераторских мостках на Волковском кладбище рядом с женой Надеждой Ростиславовной (1876—1954).